# Homicídio e ataque à mesquita de Bærum
O homicídio e ataque à mesquita de Bærum ocorreu a 10 de agosto de 2019 no Centro Islâmico Al-Noor em Bærum, Noruega, a cerca de 20 quilômetros (12 mi) a oeste da capital Oslo. Philip Manshaus, um norueguês de 21 anos, assassinou a sua irmã adotiva Johanne Ihle-Hansen, de 17 anos, em sua casa. Dirigindo-se de seguida a uma mesquita e abrindo fogo dentro da mesma. O mesmo foi imobilizado por três crentes e entregue às autoridades, não tendo havido fatalidades dentro da mesquita. Houve uma tentativa de transmitir o tiroteio em direto, mas sem sucesso.
Manshaus teria tido uma fixação por teorias da conspiração de extrema-direita e tiroteios em massa, tendo sido investigado em 2018 pelas autoridades após uma denúncia sobre as suas opiniões neonazis. A denúncia não teve seguimento, tendo sido considerada vaga e não foram encontrados indícios de que estivesse a planear um ataque violento. O homicídio de Ihle-Hansen deveu-se à etnia asiática da mesma, e o tiroteio na mesquita teve por objetivo intimidar a comunidade muçulmana; o ataque foi inspirado nos atentados de Christchurch, ocorridos no início do mesmo ano. As armas teriam sido roubadas ao pai de Manshaus.
Manshaus foi declarado culpado de homicídio e de ato de terrorismo. Em 2020, foi condenado a 21 anos de prisão preventiva, uma pena que, na Noruega, pode ser extendida indefinidamente. O caso foi reaberto em 2024, depois de peritos avaliarem que Manshaus estaria alegadamente em estado psicótico desde 2017, incluindo na altura em que o crime foi cometido.

## Contexto
Philip Manshaus (nascido a 29 agosto 1997), um norueguês de 21 anos, residente em Bærum, foi o responsável pelo ataque. A sua mãe e avó biológicas morreram por suicídio quando tinha quatro anos de idade. Frequentou a escola de artes liberais Fosen Folkehøgskole (uma universidade popular), conhecida por ser uma instituição alternativa e de esquerda. Tem dois irmãos mais velhos. A sua madrasta notou que passou por várias fases enquanto jovem, e que muitas vezes se tornava obcecado por tópicos estranhos. Tinha um historial de consumo de drogas; aos 15 anos teve um acidente de viação enquanto conduzia sob o efeito de LSD. Tinha tido uma relação homossexual com outro rapaz da comunidade emo de Oslo.
Johanne Zhangjia Ihle-Hansen (nascida a 18 junho 2002) nasceu em Jiangxi, China, e foi adotada aos 9 meses de idade pela madrasta de Manshaus. No ensino secundário, licenciou-se em comunicação e média. Tinha um namorado português, com quem esperava ir viver depois de terminar os estudos. Ambicionava tornar-se jornalista. Manshaus e Ihle-Hansen haviam sido muito próximos e dizia-se que Manshaus era muito protetor da irmã; embora a imprensa os descrevesse como irmãos adotivos, eles viam-se como irmãos de sangue e que ela era um membro completamente aceite pela sua família. Um amigo de infância de ambos descreveu Manshaus como sendo admirado por Ihle-Hansen.

### Radicalização
No início do verão de 2017, Manshaus tomou interesse em teorias da conspiração. Discutia teorias de conspiração anti-semitas sobre o Holocausto abertamente com os seus amigos, tentando várias vezes convencê-los das suas opiniões, o que levou a que começasse a ser evitado pelos mesmos. Outros estudantes notaram uma mudança na sua personalidade e temiam que fosse matar alguém, ou que fosse morto; Manshaus tornou-se cada vez mais religioso e radical. A sua atividade online incluía a leitura de artigos sobre tiroteios em escolas na Finlândia e nos Estados Unidos da América; interessava-se também por materiais de extrema-direta e neonazis, lendo também, entre outros, as obras de Jordan Peterson, Siege de James Mason, e o manifesto do terrorista norueguês Anders Behring Breivik.
No dia 18 de junho de 2018, PST, o serviço de inteligência da Noruega, recebeu uma denúnica a indicar que Manshaus possuía opiniões de extrema-direita e que os seus amigos o chamavam de neo-nazi. Depois de terem consultado o departamento da polícia local, a Polícia Distrital de Oslo, concluíram que a denúncia era demasiado vaga e que não revelava quaisquer indícios de que Manshaus possuíse planos para cometer um ataque violento. Manshaus não foi entrevistado e a denúncia não teve seguimento. A família de Manshaus não foi informada da denúncia e investigação. Manshaus era um utilizador frequente de fóruns de imagens, ato esse que o mesmo admite que contribuiu para a sua radicalização.
A sua família encontrava-se preocupada ao ponto de Ihle-Hansen sugerir que o incluíssem nas suas actividades diárias e que o apresentassem a noruegueses de outras etnias e a muçulmanos para que pudesse fazer novas amizades e fumentar novas ideias. Ihle-Hansen encontrava-se constantemente desconfortável e perturbada para com o comportamento do irmão. Ihle-Hansen enviou várias mensagens a amigos através da aplicação de mensagens Discord, manifestando frustração e preocupação com as opiniões de Manshaus, referindo também que não se sentia segura. Manshaus tornou-se gradualmente mais extremista nas suas atitudes de anti-imigração, anti-muçulmanas e anti-semitas, e tornou-se frio para com Ihle-Hansen. Recusava-se a cumprimentá-la e dizia-lhe coisas cruéis. Disse a Ihle-Hansen que era melhor não ter filhos com o namorado pois seria uma "mistura de raças" e afirmou que não a considerava como irmã, porque, para ser sua irmã, "teria de ser humana". Também a ridicularizava regularmente pela sua cor de pele por saber que era uma das grandes fontes de insegurança da irmã.

## Planeamento
Nas semanas anteriores ao crime, Manshaus tentou aderir ao Movimento de Resistência Nórdica, mas devido a uma separação interna na organização e a atrasos no sistema de adesão, nunca passou da primeira de duas entrevistas de iniciação. Manshaus aderiu a um clube de tiro e referiu em passagem que estava a tentar obter armas semi-automáticas. Pela mesma altura, foi entregue a Ihle-Hansen uma encomenda que continha um colete à prova de bala.
No dia 15 de março de 2019, Brenton Tarrant cometeu um ataque de terrorismo contra muçulmanos em Christchurch, Nova Zelândia, matando 51 pessoas e transmitindo o ataque em direto. Tarrant publicou um manifesto juntamente com o tiroteio; Manshaus assistiu ao vídeo por volta da hora do ataque mas relatos da família indicam que o mesmo não mostrou interesse na altura, tendo apenas lido o mainfesto a 2 de agosto de 2019. Manshaus ficou profundamente afetado depois de ter lido o manifesto, começando a dormir e comer pouco; para ele, o manifesto era uma “chamada para ação". Manshaus começou a escrever um manifesto, mas sem nunca o terminar. A família de Manshaus descobriu recortes de jornais sobre os tiroteios na mesquita de Christchurch, uma suástica e informações sobre outros ataques terroristas na parede do seu quarto, escondidos atrás de uma bandeira norueguesa, o que levou Ihle-Hansen a recear que o irmão fosse magoar alguém. Depois de descobrir que a madrasta estava a considerar denunciá-lo ao PST, retirou os recortes da parede e convenceu-a de que já não tinha opiniões de extrema-direita.
Em 8 de agosto, Ihle-Hansen contou a uma amiga que era difícil estar em casa porque "o meu irmão odeia-me", e afirmou ter medo de Manshaus. No dia anterior ao seu assassinato, Ihle-Hansen contactou o namorado a expressar a sua frustração para com as opiniões racistas do irmão, contando-lhe também da "propaganda nazi e recortes de jornais sobre tiroteios em massa". Disse que se sentia insegura e que a situação por que estava a passar era uma "loucura". Relatou também que encontrou o irmão a ouvir um discurso sobre opiniões racistas contra descendentes chineses. Amigos de Ihle-Hansen decidiram informar a mãe de Ihle-Hansen e abrir uma denúnica na polícia ou PST depois de a mesma ter partilhado as suas preocupações. Na manhã de 10 de agosto a mãe concordou em informar a PST.
Manshaus tinha uma lista planeada para o ataque, referindo as suas armas e a morada do Centro Islâmico, bem como "ASSASSINATO EM CASA" em letras maiúsculas. Mais tarde veio a referir que tinha decidido matar Ihle-Hansen por a mesma não ser branca e por acreditar que os seus pais seriam rotulados como "traidores da raça" no que ele achava ser o início de uma guerra entre raças, e que a irmã "representa um grupo que ameaça o meu povo". O ataque à mesquita tinha como objetivo matar "o maior número possível de muçulmanos" para intimidar a comunidade muçulmana na Noruega..

## Tiroteios

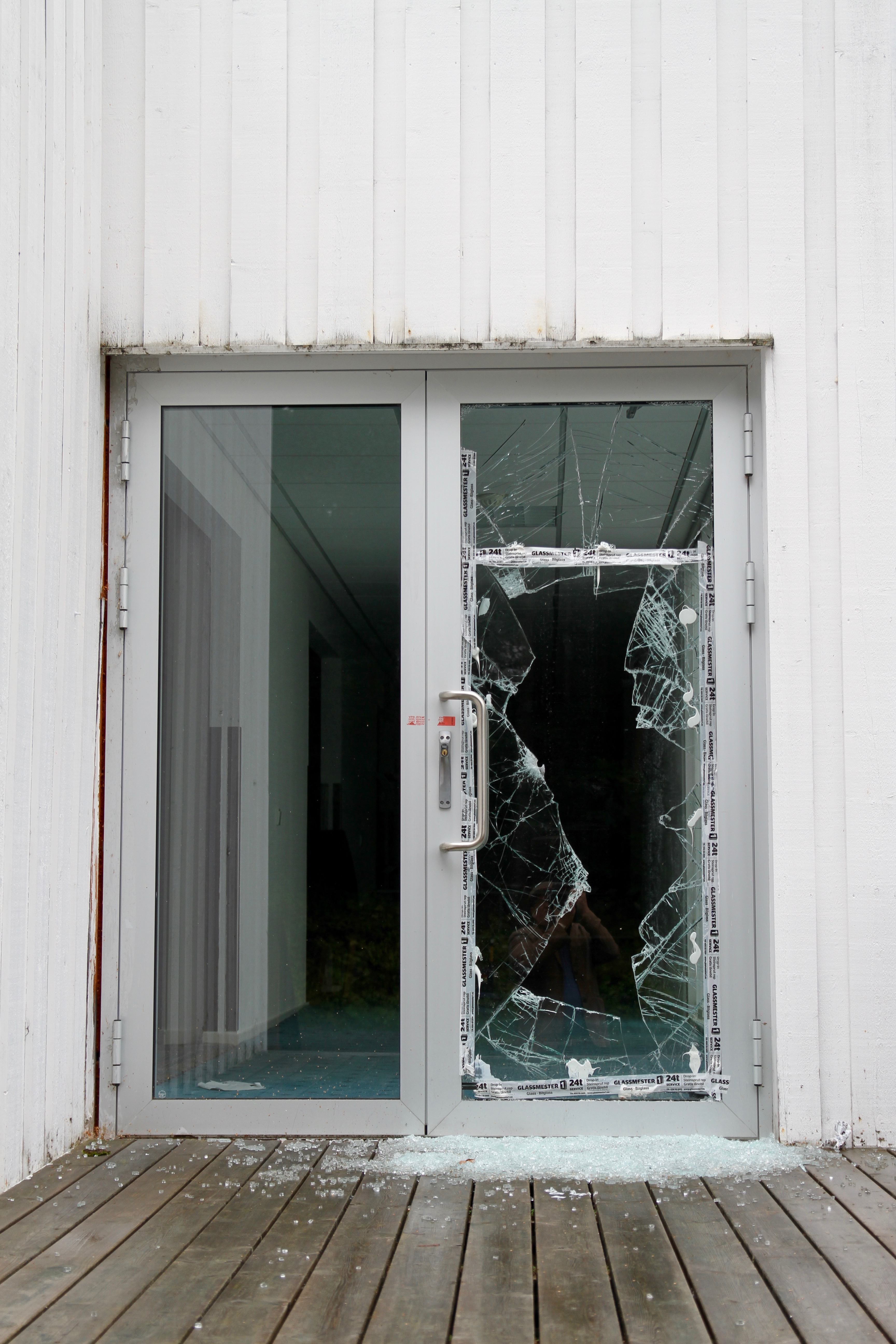
A porta da mesquita após o tiroteio

Ao preparar o ataque, esperou que a madrasta saísse de casa. Colocou o seu plano em ação na manhã de 10 de agosto de 2019, esperando que a madrasta saísse de casa antes de ir buscar três armas de fogo ao armário do pai: uma espingarda sueca Mauser 1896-38 de calibre 6,5×55mm, uma caçadeira de cano duplo Baikal IJ-27E e uma espingarda Remington Modelo 572 Fieldmaster. De seguida, carregou uma das espingardas e entrou no quarto de Ihle-Hansen, antes das 15:00 Depois de uma falha de ignição da arma, alvejou-a três vezes no peito e uma vez na cabeça; ela morreu instantaneamente. De seguida, regressou ao seu quarto e preparou-se para o ataque à mesquita.
Pouco antes do tiroteio na mesquita, Manshaus publicou uma mensagem no imageboard EndChan. A mensagem incitava outros a imita-lo, com Manshaus a apelar para que "falem do tópico da guerra racial irl".{ As mensagens referiam-se a Brenton Tarrant, o autor do tiroteio na mesquita de Christchurch, como “santo tarrant”, e declaravam que tinha sido “eleito” pelo próprio para cometer o ataque. Anexado à mensagem estava um meme que representava Tarrant, Patrick Crusius e John Earnest como "chads". Os três ídivíduos mencionados são conhecidos por cometer tiroteios em massa com motivações raciais em 2019. O artigo foi publicado com o seu nome verdadeiro.<ref=“Klassekampen2020” /> A publicação também continha uma hiperligação para um álbum do Imgur com fotografias suas, e uma hiperligação para o seu perfil do Facebook com a transmissão em direto (com o comentário de que “tretas estúpidas não vão funcionar”). Depois de publicar este artigo, o mesmo procedeu em direção à mesquita.
Manshaus levou consigo para a mesquita várias armas e uma grande quantidade de munições, bem como um colete à prova de bala e um capacete. Levou também um computador e um telemóvel que utilizou para tentar transmitir em direto o tiroteio no Facebook com uma câmara GoPro presa ao capacete. Contudo, não conseguiu conectar o telemóvel à Internet, o que impediu que o ataque fosse transmitido em direto. Quando Manshaus entrou na mesquita, a oração já tinha terminado e a maioria do  participantes já tinha abandonado o edifício, restando apenas alguns membros idosos da congregação. Ele abriu a porta trancada com um tiro. Abriu fogo dentro da mesquita, sem atingir ninguém.
As orações tinham acabado de terminar, restando apenas três idosos na mesquita. Um dos homens, Mohammad Rafiq, aproximou-se do atirador e imobilizou-o, afastando as armas de Manshaus depois de este as ter largado. Durante a luta com o agressor, Rafiq dominou-o e desarmou-o antes que este pudesse atacar outros membros da mesquita. Rafiq sofreu ferimentos ligeiros aquando da tentativa do agressor de se libertar do estrangulamento, incluindo uma tentativa de arrancar o seu olho esquerdo. Rafiq é um paquistanês reformado da Força Aérea do Paquistão que se mudou para Bærum para estar junto do seu filho em 2017. Era um visitante frequente do Centro Islâmico Al-Noor. Outro idoso presente na mesquita, Mohamed Iqbal, bateu na cabeça do atirador com a espingarda para o imobilizar. Manshaus escapou três vezes das suas mãos, mas foi recapturado com sucesso. A polícia foi chamada às 16:07, hora local. Outro membro, Irfan Mushtaq, dirigiu-se à mesquita e ajudou a imobilizar Manshaus, amarrando-lhe as pernas com o seu xaile de imã.

## Investigação
Pouco depois do tiroteio, Ihle-Hansen foi encontrada morta na casa da família pela polícia. Uma equipa anti-bombas e uma equipa de emergência revistaram a casa. Foi relatado que, no momento em que os membros da mesquita telefonaram para a polícia, o incidente foi inicialmente classificado como de baixa prioridade e a polícia não respondeu; os homens tiveram dificuldade em transmitir a situação ao operador devido à falta de conhecimentos da língua norueguesa.
Houve também alegações de que um utilizador do fórum teria tentado notificar a polícia norueguesa três vezes de que suspeitava que iria ocorrer um ataque, mas que a polícia local o direcionou a ligar para o FBI. A polícia diz que tem conhecimento desta alegação, mas que não tem conhecimento de tal chamada. A reação da polícia foi lenta, o que deu origem a críticas e a acusações de discriminação racial. Foi criada uma comissão para investigar o tempo de resposta, que concluiu que a mesma poderia ter sido mais rápida, mas as razões para tal foram consideradas complexas.

## Procedimentos legais
Manshaus foi acusado de terrorismo e homicídio. No dia seguinte à detenção, a polícia norueguesa declarou que tencionava submeter o autor do crime a um exame de saúde mental. Afirmaram também que não dispunham de provas de que Manshaus fazia parte de qualquer rede terrorista. No mesmo dia, numa audiência no Tribunal Distrital de Oslo, Manshaus foi colocado em prisão preventiva durante quatro semanas, sem direito a visitas, correio ou acesso à imprensa. Manshaus declarou-se inocente e apelou à sua libertação.
Os procuradores noruegueses acusaram formalmente Manshaus de homicídio e terrorismo em 17 de fevereiro de 2020. O mesmo compareceu mais tarde em tribunal, a 7 de maio de 2020, onde negou as acusações. Durante o julgamento, não mostrou qualquer remorso, dizendo que desejava ter causado mais danos e que lamentava a falta de planeamento. Manshaus declarou em tribunal que assassinou Ihle-Hansen por não ser de etnia norueguesa. Durante a sentença, disse que esperava ser condenado e receber uma longa pena, mas acusou os juízes de serem cúmplices do “genocídio do povo europeu”.
A acusação qualificou o assassínio de Ihle-Hansen como uma “execução pura e simples” e disse que Manshaus não tinha mostrado “qualquer remorso” em tribunal, defendendo a pena máxima de 21 anos de prisão preventiva (o que significa que será preso indefinidamente se continuar a ser uma ameaça para a sociedade). O seu advogado de defesa, Unni Fries, argumentou que Manshaus sofria de uma doença mental e que o mesmo não se encontrava são durante o araque, contra a vontade de Manshaus. Em vez disso, pediu que Manshaus fosse considerado criminalmente insano e condenado a cuidados mentais de carácter obrigatório. A acusação opôs-se a este pedido. Psiquiatras forenses discordaram desta avaliação, mas a mãe de Ihle-Hansen concordou. Durante o julgamento, o áudio do seu ataque foi apresentado em tribunal (embora não estivesse ligado à Internet, o ataque foi gravado pela GoPro).
Manshaus foi considerado culpado de homicídio e terrorismo em 11 de junho de 2020. Foi condenado a 21 anos de prisão preventiva. Manshaus declarou que não iria apelar as acusações, uma vez que se recusava a reconhecer o sistema jurídico norueguês. Para além da sua pena, Manshaus foi condenado a indemnizar as famílias das suas vítimas e a pagar as despesas de justiça no valor de 100,000 NOK (~9,300€).

### Prisão
Enquanto se encontrava detido, Manshaus deu uma entrevista sobre o caso para um documentário, Brennpunkt: Philips vei til terror, onde atribuiu a sua radicalização à utilização da internet, afirmando:
Há muitas maneiras diferentes de chegar às opiniões que tenho, que são bastante diferentes das habituais. Algumas pessoas, por exemplo, lêem livros, como “Mein Kampf”, ou outras obras literária fascistas, e depois, num período de 5 a 15 anos, chegam à conclusão de que as coisas podem não ser como foram levadas a acreditar. Passar pelo processo que passei é significativamente mais rápido. Só demorei um ano, talvez um ano e meio, para obter a minha visão da sociedade. E isso representa bem o impacto que a Internet tem. A internet é como uma autoestrada para ideias, na qual as ideias e as opiniões podem ser partilhadas mais apidamente que nunca [...] Posso dizer com confiança que o principal interveniente na minha mudança política foi a internet.
A descoberta foi feita durante a audiência da liberdade condicional de 2022 de Anders Behring Breivik, o perpetrador dos ataques de Julho de 22/7 na Noruega, que o advogado de Breivik desejava que Breivik cumprisse a sua pena com um companheiro de cela. O advogado de Breivik pediu que Manshaus fosse o seu companheiro de cela, pois acreditava que não se magoariam um ao outro.

### Reabertura do caso
O irmão de Manshaus cometeu suicídio em 2023; pouco tempo depois, Manshaus foi internado numa unidade psiquiátrica devido a grave psicose. Consequentemente, o seu advogado solicitou a reabertura do processo penal, apresentando uma petição à Comissão de Revisão de Processos Penais, uma vez que, na sua opinião, este facto levantava dúvidas significativas quanto ao facto de Manshaus estar são na altura do crime. Segundo o seu advogado, tornou-se fisicamente agressivo na prisão, gritando que Deus estava a comunicar com ele através de outros reclusos. Tinha delírios em que acreditava ser a reencarnação de Anders Behring Breivik, ser o anticristo e ter sido o autor da Bíblia. O advogado da vítima desaconselhou-o, argumentando que extremismo político não deve ser visto como um sinal de doença mental.
A petição foi aceite e o processo foi reaberto em março de 2024. Os peritos concluíram que Manshaus se encontrava psicótico na altura do crime e que, se essa informação estivesse disponível aquando da sentença, teria sido condenado a cuidados de saúde mental obrigatórios. O seu advogado de defesa declarou que, após ter recebido cuidados de saúde mental, Manshaus se distanciou das suas crenças anteriores e que, quando não estava psicótico, estava consciente de que as suas ideias eram resultado de uma doença mental. A comissão que tratou do seu caso concordou por unanimidade e o caso foi enviado para o tribunal de apels. O relatório indicava que Manshaus teria uma “perturbação grave” já em 2017.

## Repercussões

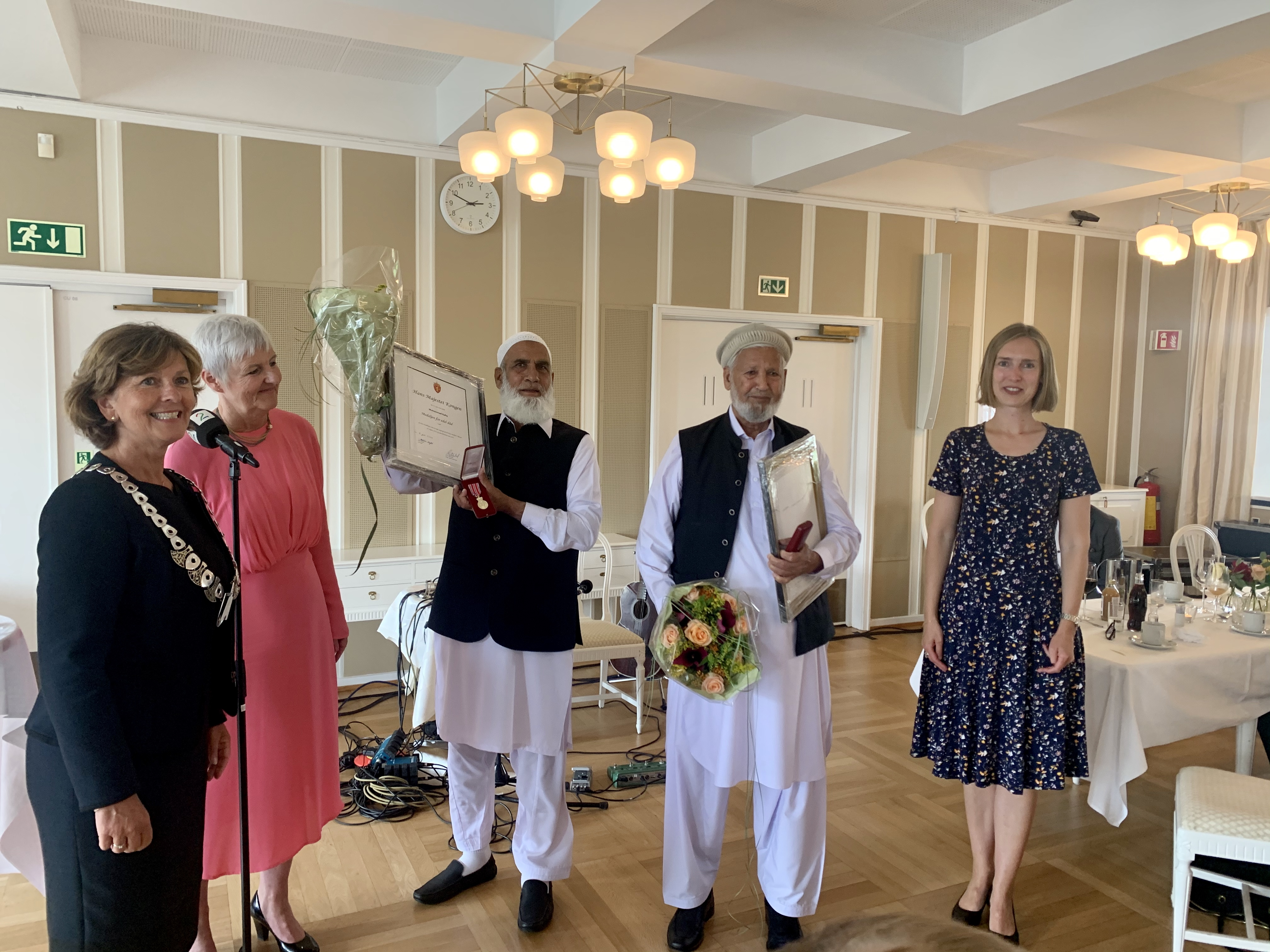
Rafiq e Iqbal recebem medalhas

Nas primeiras notícias sobre o ataque, o assassínio da sua irmã foi desvalorizado, sendo o acontecimento referido sobretudo como um ataque terrorista falhado ou como um tiroteio numa mesquita. Inicialmente, não se sabia ao certo por que razão a irmã tinha sido assassinada, tendo alguns jornais especulado que a mesma teria tentado impedir o plano do irmão, mas em Setembro veio-se a descobrir que tinha sido morta por causa da sua raça. Depois do assassinato, a situação de filhos adotivos internacionais foi alvo de uma atenção acrescida por parte dos meios de comunicação social noruegueses, que os consideravam até este momento uma “minoria invisível”.
As autoridades informaram que a segurança na Noruega seria reforçada após o atentado, uma vez que este ocorreu durante o feriado muçulmano de Eid al-Adha, tendo o Primeiro-Ministro aumentado a segurança nacional no dia seguinte. O Centro Islâmico Al-Noor já tinha reforçado a segurança após os tiroteios na mesquita de Christchurch. De acordo com a imprensa local, a mesquita afirmou que a segurança seria novamente reforçada. EndChan apagou o artigo de Manshaus e teve o seu principal nome de domínio desativado após o ataque.
O tiroteio na mesquita reacendeu o debate sobre o extremismo de direita e a islamofobia na Noruega. A Primeira-Ministra Erna Solberg condenou o ataque.  Solberg e Abid Raja, um político liberal norueguês, participaram num debate no dia do atentado, assegurando ao público que locais de culto deveriam ser protegidos e apelando a planos para acabar com a islamofobia no país. As críticas à retórica do Partido do Progresso, um partido de direita, ressurgiram após o tiroteio, em parte devido à utilização da frase snikislamisering (trad. Islamização gradual). Siv Jensen, o líder do partido referiu-se a Rafiq como um herói, mas no seguimento do tiroteio voltou a referir-se à “islamização crescente”. Após o tiroteio, o líder do Conselho Municipal de Oslo, Raymond Johansen, associou o ataque à frase, criticando o partido pela sua utilização, tendo a crítica sido repetida por outros nos meses seguintes, incluindo Raja. O político do Partido do Progresso Jon Helgheim criticou o termo “islamofobia” como um termo fabricado.
No dia a seguir ao atentado, que coincidiu com o dia da celebração de Eid-ul-Adha, a oração do Eid-ul-Adha foi conduzida por Imam Al-Sheikh Syed Muhammad Ashraf (Centro Islâmic de Imam Al-Noor) no hotel Ton em Sandvika. O Primeiro-Ministro Solberg e outras figuras oficiais proeminentes, bem como um grande número de muçulmanos, assistiram à oração de EID. Outros líderes religiosos e membros da comunidade encontraram-se presentes em Sandvika para manifestar a sua solidariedade. Ao mesmo tempo em que a notícia do tiroteio se alastrava pelos meios de comunicação social, o mesmo também aconteceu com as ações de Rafiq e do segundo membro que se encontrava mesquita na altura do incidente, tendo um jornal dinamarquês descrito os membros como “corajosos”; vários meios de comunicação social descreveram Rafiq como um "herói". Beate Gangås, o Comandante-Chefe da Polícia de Oslo, e Lisbeth Hammer Krogh, o presidente da câmara de Bærum. Uma filantropa norueguesa, Elisabeth Norheim, iniciou uma campanha de angariação de fundos para ajudar a angariar fundos para que Rafiq e o outro homem que ajudou a imobilizar o ataque pudessem efetuar o hajj. Após o objetivo inicial de 55,000 NOK (~560€) para o custo da deslocação dos dois foi ultrapassado, com mais de 180,000 NOK (~18,300€) angariados num só dia, os organizadores anunciaram que iriam financiar também a viagem do terceiro homem que se encontrava na mesquita durante o ataque.
Em 2021, o jornalista norueguês Anders Hammer criou um documentário para o programa de televisão norueguês Brennpunkt, Philips vei til terror (trad. O caminho de Philip para o terror). Em 2022, escreveu Terroristen fra Bærum: Radikaliseringen av Philip Manshaus (trad. Terrorista de Bærum: A radicalização de Philip Manshaus). Este livro baseia-se em muitos dos mesmos materiais usados para o documentário. Durante a investigação para o documentário e livro, entrevistou Manshaus pessoalmente, mas notou que a mesma não lhe deu muita informação relevante. No mesmo ano, a jornalista Anne Bitsch publicou Den norske skyld: En beretning fra rettssaken mot Philip Manshaus (trad. Culpa Norueguesa: Um relato do julgamento de Philip Manshaus), que discute a responsabilidade da sociedade pelos crimes de Manshaus.
O ataque foi um dos vários ataques de extrema-direita que foram influenciados uns pelos outros durante este período, tendo este tido sido um copycat do atentado de Christchurch, enquanto que Manshaus se tenha referido a vários autores na sua mensagem. O próprio Manshaus foi mencionado nos escritos de Payton Gendron, o autor do Massacre em Buffalo em 2022, que também escreveu o seu nome numa das armas utilizadas no ataque.

### Trabalhos citados
- Amarasingam, Amarnath; Argentino, Marc-André; Macklin, Graham (julho de 2022). «The Buffalo Attack: The cumulative momentum of far-right terror» [Ataque de Buffalo: o efeito bola-de-neve do terror de extrema-direita]. CTC Sentinel (em inglês). 15 (7). Consultado em 4 de janeiro de 2025
- Hammer, Anders (24 de junho de 2021). «10. august 2019». Brennpunkt: Philips vei til terror. Episódio 1 (em norueguês bokmål). NRK TV. Consultado em 21 de junho de 2023
- Hammer, Anders (24 de junho de 2021). «Oppvekst». Brennpunkt: Philips vei til terror. Episódio 2 (em norueguês bokmål). NRK TV. Consultado em 18 de dezembro de 2024
- Hammer, Anders (24 de junho de 2021). «Erkjennelse». Brennpunkt: Philips vei til terror. Episódio 3 (em norueguês bokmål). NRK TV. Consultado em 18 de dezembro de 2024
- Hoffman, Bruce; Ware, Jacob (2024). «The Movement Goes Global». God, Guns, and Sedition: Far-Right Terrorism in America (em inglês). New York: Columbia University Press. ISBN 978-0-231-21122-2
- Katz, Rita (2022). Saints and Soldiers: Inside Internet-Age Terrorism, From Syria to the Capitol Siege. Col: Columbia Studies in Terrorism and Irregular Warfare (em inglês). New York: Columbia University Press. ISBN 978-0-231-55508-1
- Knudsen, Rita Augestad (26 de abril de 2024). «Mental Health Exemptions to Criminal Responsibility: Between law, medicine, politics and security». Exchanges: The Interdisciplinary Research Journal. 11 (2): 29–54. ISSN 2053-9665. doi:10.31273/eirj.v11i2.1369
- Kupper, Julia; Christensen, Tanya Karoli; Wing, Dakota; Hurt, Marlon; Schumacher, Matthew; Meloy, Reid (2022). «The Contagion and Copycat Effect in Transnational Far-right Terrorism: An Analysis of Language Evidence». Perspectives on Terrorism (em inglês). 16 (4): 4–26. ISSN 2334-3745. JSTOR 27158149
- Larsen, Anna Grøndahl (2021). «Boundaries of Legitimate Debate: Right-wing Extremism in Norwegian News Media in the Decade after the July 22, 2011 Attacks». Perspectives on Terrorism. 15 (3): 96–108. ISSN 2334-3745. JSTOR 27030884
- Macklin, Graham; Bjørgo, Tore (2021). «Breivik's Long Shadow? The Impact of the July 22, 2011 Attacks on the Modus Operandi of Extreme-right Lone Actor Terrorists». Perspectives on Terrorism (em inglês). 15 (3): 14–36. ISSN 2334-3745. JSTOR 27030880
- Paulsen, Mikkel Ekeland (2022). «Snikstigmatisering. Metonymisk representasjon av muslimar i kronikkar om islamofobi og snikislamisering». Bergen Language and Linguistics Studies (em norueguês). 12 (1): 207–232. ISSN 1892-2449. doi:10.15845/bells.v12i1.3546
- Perliger, Arie; Mills, Joshua (2022). «Far-Right Violence and Extremism: Global Convergence». In:  Perry, Barbara; Gruenewald, Jeff; Scrivens, Ryan. Right-Wing Extremism in Canada and the United States. Col: Palgrave Hate Studies (em inglês). Cham: Palgrave Macmillan. ISBN 978-3-030-99804-2
- Sandvik, Kristin Bergtora (1 de outubro de 2024). «Transitional justice and terrorism: socio-legal reflections on the problem of trials, perpetrator responsibility and accountability». Justice, Power and Resistance (em inglês). 7 (2): 168–187. ISSN 2635-2338. doi:10.1332/26352338Y2024D000000024
- Stærkebye Leirvik, Mariann; Hernes, Vilde; Liodden, Tone Maia; Rose Tronstad, Kristian (28 de abril de 2023). «Utenlandsadoptertes erfaringer med rasisme og diskriminering». Tidsskrift for samfunnsforskning (em norueguês). 64 (2): 103–125. ISSN 0040-716X. doi:10.18261/tfs.64.2.1
- Wiggen, Mette (2021). «Does Norway Have a Neo-Nazi Terrorist Problem?». In:  Leidig, Eviane; Waring, Alan; Aguilera-Carnerero, Carmen; Ahmed, Reem; Alessio, Dominic; Allchorn, William; Ariza, Cristina; Baldet, William; Betz, Hans-Georg. The Radical Right During Crisis: CARR Yearbook 2020/2021 (em inglês). Hannover: ibidem. ISBN 978-3-8382-1576-1